# باريس كوان-هال
باريس كوان-هال (بالإنجليزية: Paris Cowan-Hall)‏ هو لاعب كرة قدم بريطاني في مركز نصف الجناح، ولد في 5 أكتوبر 1990 في هيلينغدون ‏ في المملكة المتحدة. لعب مع روشدين ودايموندز وسكونثورب يونايتد وغريمسبي تاون ونادي بريستول روفيرز ونادي بليموث أرجايل ونادي بورتسموث ونادي ميلوول وويكمب وندررز ونادي وكينغ.

## وصلات خارجية
- باريس كوان-هال على موقع قاعدة بيانات كرة القدم.إي يو (الإنجليزية)
- باريس كوان-هال على موقع Soccerbase.com (لاعب) (الإنجليزية)
- باريس كوان-هال على موقع Soccerway.com (الإنجليزية)